# اوشیئو هیهاچیرو
اوشیئو هیهاچیرو (به ژاپنی: (大塩 平八郎 Ōshio Heihachirō)؛ ۴ مارس ۱۷۹۳ – ۱ مهٔ ۱۸۳۷) نویسنده در دوره ادو، اهل ژاپن بود.